# 维杜
维杜（法語：Vidou，法語發音：[vidu]）是法国上比利牛斯省的一个市镇，属于塔布区。

## 地理
维杜（43°17'56"N, 0°19'26"E）面积4.96 平方千米，位于法国奧克西塔尼大區上比利牛斯省，该省份为法国西南部内陆省份，北至热尔省，西接大西洋比利牛斯省，南与西班牙接壤，东临上加龙省。
与维杜接壤的市镇（或旧市镇、城区）包括：拉拉讷特里、吕布雷圣吕克、吕比-贝特蒙、图尔努达尔雷、巴伊斯河畔特里、维朗比特。

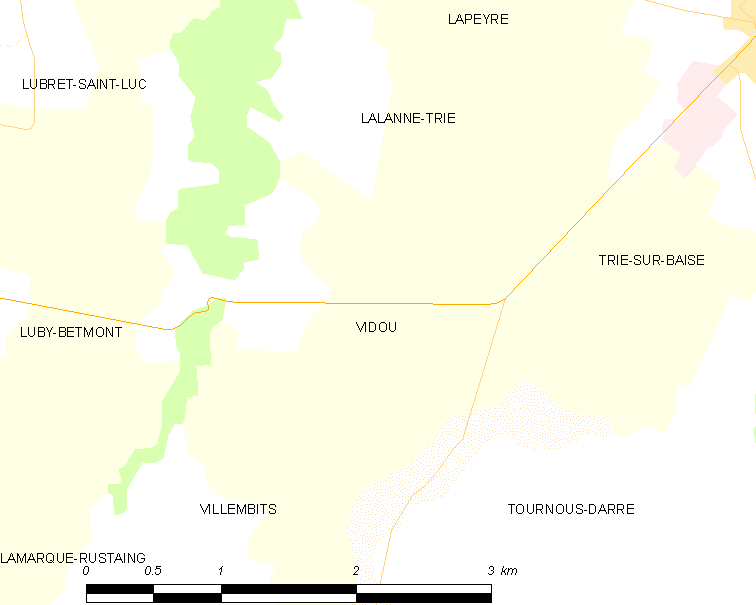
维杜的OSM定位图

维杜的时区为UTC+01:00、UTC+02:00（夏令时）。

## 行政
维杜的邮政编码为65220，INSEE市镇编码为65461。

## 政治
维杜所属的省级选区为山丘县。

## 人口

1962-2008年间维杜人口变化图示

维杜于2022年1月1日时的人口数量为81人。